# Brenas
Brenas é uma comuna francesa na região administrativa de Occitânia, no departamento de Hérault. Estende-se por uma área de 10,59 km². Em 2010 a comuna tinha 54 habitantes (densidade: 5,1 hab./km²).